# Melom

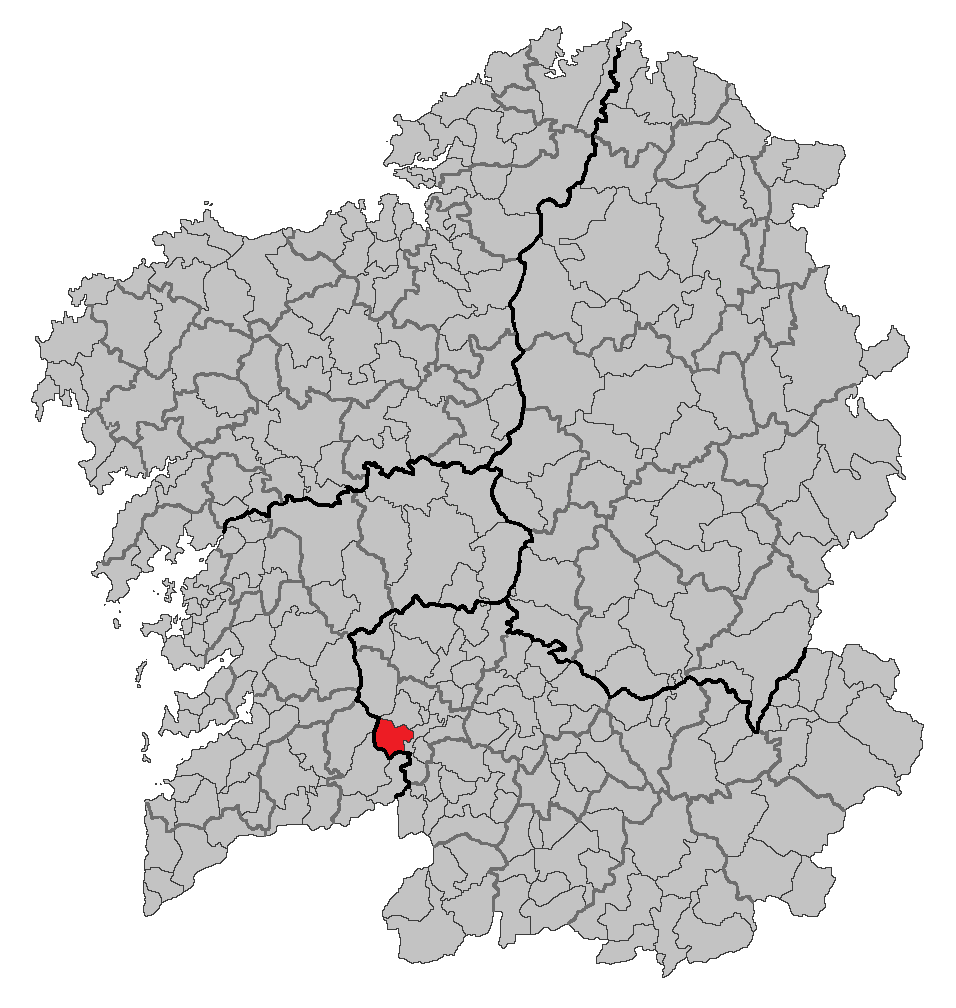
Localização de Melón

Melom (Melón) é um município da Espanha na província 
de Ourense, 
comunidade autónoma da Galiza, de área 53,22 km² com 
população de 1546 habitantes (2007) e densidade populacional de 28,82 hab/km².

## Demografia
| Variação demográfica do município entre 1991 e 2004 | Variação demográfica do município entre 1991 e 2004 | Variação demográfica do município entre 1991 e 2004 | Variação demográfica do município entre 1991 e 2004 |
| --------------------------------------------------- | --------------------------------------------------- | --------------------------------------------------- | --------------------------------------------------- |
| 1991                                                | 1996                                                | 2001                                                | 2004                                                |
| 1784                                                | 1691                                                | 1504                                                | 1552                                                |